# Il ventaglio di Lady Windermere (film)
Il ventaglio di Lady Windermere (Lady Windermere's Fan) è un film muto del 1925 diretto da Ernst Lubitsch, basato sulla commedia omonima di Oscar Wilde.

## Trama
Nell'Inghilterra di inizio '900, Lady Windermere è una signora dell'alta società londinese. Ha uno spasimante, Lord Darlington che, cercando di conquistarla, le rivela che suo marito, Lord Windermere, starebbe intrattenendo una relazione con una delle donne meno rispettabili della società, Mrs. Erlynne.
In realtà, quest'ultima è la vera madre di Lady Windermere: quella che ora si fa chiamare signora Erlynne molti anni prima aveva abbandonato il marito e la figlioletta per seguire un amante. Considerata morta, era tornata in Inghilterra senza rivelare la sua vera identità, cercando nel contempo di riconquistare un posto in società. Lord Windermere, al quale ha rivelato ogni cosa, le paga ingenti somme di denaro per far sì che il segreto non venga rivelato, con la moglie tenuta all'oscuro di quella vergogna familiare.
Lo scandalo è sul punto di esplodere quando l'ultima richiesta di Mrs. Erlynne, ovvero essere invitata al compleanno della figlia, viene accolta positivamente dal marito. Ma la migliore società londinese, che partecipa all'evento, non vede di buon occhio questa intrusione. Lady Windemere, dopo quell'invito, resta sempre più convinta che il marito la tradisca. Per rivalsa, cede alle lusinghe di Darlington che le propone di lasciare Windermere.
La signora Erlynne si rende conto di quello che sta succedendo e riesce a convincere la figlia (che ignorerà sempre che quella è sua madre) a non diventare una fuori casta come lei. Così, farà credere a tutti che il ventaglio dimenticato da Lady Windermere da Darlington sia il suo. Perderà con quell'ammissione, fatta davanti a Lord Augustus, un suo corteggiatore, qualsiasi possibilità di rifarsi una vita rispettabile.
Mentre sta andando via, la signora Erlynne trova in strada Lord Augustus che, ammirato dalla sua franchezza, le propone di sposarla e di andarsene via insieme in Europa.

## Produzione
Il film venne prodotto da Lubitsch con la dizione "An Ernst Lubitsch Production", presentato dalla Warner Bros.

## Distribuzione
Distribuito dalla Warner Bros., uscì nelle sale cinematografiche statunitensi il 26 dicembre 1925.